# Thamnium dendrocladum
Thamnium dendrocladum là một loài rêu trong họ Neckeraceae. Loài này được Kindb. mô tả khoa học đầu tiên năm 1902.
Danh pháp khoa học của loài này chưa được làm sáng tỏ. 